# Blacasset
Blacasset, Blacassetz, Blacssetz o Blachessetz (fl. 1233-1242), è stato un trovatore provenzale della nobile famiglia dei Blacas, signori di Aulps, durante il Sacro Romano Impero.

## Biografia
Probabilmente era figlio del trovatore Blacatz, come viene dichiarato nella sua vida, sebbene sorgano dubbi a tale proposito. È stato anche in tiepidi rapporti con Carlo I di Napoli e Raimondo Berengario IV di Provenza. Secondo la sua vida, egli era simile a suo padre in meriti, buone azioni e munificenza, oltre ad essere reputato un grande amante.
"Blacasset" è il diminutivo del nome di suo padre (in latino Blacacius). Un documento del 1238 (due anni dopo la morte di suo padre) fa menzione di tre figli del più anziano Blacatz, due dei quali vennero chiamati Blacacius.

## Opera
Blacasset non è stato un trovatore professionista, ma, come suo padre, era un dilettante. Di lui ci restano undici composizioni, tre sirventesi, quattro cansos e quattro coblas, compresa una canso di un'unica stanza con una melodia in Fa maggiore, Ben volgra quem venques merces. Questa canzone venne aggiunta a un manoscritto dello chansonnier du roi di Tebaldo I di Navarra all'inizio del XIV secolo.

### Componimenti

#### Cansos
- Be volgra que venques merces
- Mos voler es quez eu m' eslanz[5]
- Si·l mals d'amor m'auci ni m'es nozens
- Si·m fai amors ab fezel cor amar

#### Coblas
- Cil que·m te per sieu servidor
- Oimais no er Bertrams per me celatz
- Per cinq en podetz demandar (con invio)
- Per merce prec que sa merces mi prenda

#### Sirventes
- Amics Guillems, lauzan etz maldicens - in risposta alla canso (A Lunel lutz una luna luzens) di Guilhem de Montanhagol nello stile del trobar clus riguardante una signora, Guiza (Gauzeranda) de Lunel
- De guerra fui deziros[5]
- Guerra mi play, quan la vei comensar

#### Sonnet
Schema metrico ABBA ABBA CDE CDE
           Ieu crezi per verai e pense fermamen

           que de faire la gerrha encontra de son paire

           e lo vouler cassar foras de son repaire,

           qu'aquo mal no s'es vist sobta lo firmament;

           ni que non es pas fach ben ni degudamen

           de si voler fidar ni de voler complaire

           a un sieu enemi ansian per desplaire

           a son prochan paren qui l'ays mortalmen.

           Poure jove, indigent de l'erba d'Antesieria,

           engendrat de parens de tant illustra rassa,

           non t'agra mais volgut segre l'opinio

           d'aquel que ti podia ezentar de son yra?

           Tu n'agras pas agut l'onta que ti descassa

           de perdre en batalhan ta reputatio.

#### Componimenti contesi a vari trovatori
- Be·m plai lo gais temps de pascor (Bertran de Born)
- Lo belz douz tems me platz (Blacatz), un sirventes che egli scrisse per il conte de Proensa (conte di Provenza)[5]
- Lonjamen m'a trebalhat e malmes (Aimeric de Peguilhan)
- Per solatz reveillar (Guiraut de Bornelh)
- Si cum celuy qu'a servit son senhor (Peire Raimon de Tolosa)